# Roman Morawski (elektronik)
Roman Zdzisław Morawski (ur. 24 sierpnia 1949 w Warce) – polski elektronik, profesor nauk technicznych, specjalizujący się w cyfrowym przetwarzaniu sygnałów pomiarowych i metrologii.

## Życiorys
Absolwent liceum ogólnokształcącego w Warce w 1967. W 1972 ukończył studia magisterskie na Wydziale Elektroniki Politechniki Warszawskiej i w tym samym roku rozpoczął pracę w Instytucie Radioelektroniki Politechniki Warszawskiej. Doktoryzował się w 1979 w Leningradzkim Instytucie Elektrotechnicznym na podstawie pracy pt. O modielirovanii analogo-cifrovych elektronnych schem. Habilitację z elektroniki uzyskał w 1990 na podstawie dotychczasowego dorobku naukowego i pracy pt. Metody odtwarzania sygnałów pomiarowych. Tytuł profesora uzyskał w 2001.
Na Wydziale Elektroniki i Technik informacyjnych pracuje od 1972, w tym od 1993 jako profesor nadzwyczajny, a od 2013 jako profesor zwyczajny. Odbył staż przemysłowy w wiedeńskich zakładach aparatury pomiarowej Norma Messgeräte (1972) oraz staże naukowe w Katedrze Automatyki i Informatyki Leningradzkiego Instytutu Elektrotechnicznego (1974–1975) i na Wydziale Fizyki Stosowanej Uniwersytetu Technicznego w Delfcie (1987). Od 1992 do 1993 był pełnomocnikiem dziekana wydziału ds. studiów w języku angielskim. W latach 1993–1996 pełnił funkcję prodziekana ds. ogólnych, a w kolejnej trzyletniej kadencji – prodziekana ds. rozwoju i promocji wydziału. Od 1999 do 2002 piastował stanowisko dziekana tegoż wydziału. Ponadto w kadencji 1999-2002 zasiadał w senacie Politechniki Warszawskiej, natomiast od początku lat 80. należał do szeregu senackich komisji. Od 1996 przez 6 lat był członkiem Rady Szkoły Biznesu Politechniki Warszawskiej.

## Działalność naukowa
Początkowo Roman Morawski skupił się na komputerowym projektowaniu systemów pomiarowych. Podczas stażu w Leningradzie brał udział w projektowaniu struktur i algorytmów obliczeniowych, z kolei w ramach stażu w Delfcie badał algorytmy rozwiązywania zadań odwrotnych fizyki technicznej. Ponadto w latach 80. i 90. prowadził badania związane z cyfrowym przetwarzaniem sygnałów pomiarowych, natomiast po 1990 skoncentrował się też na wykorzystaniu przetwarzania danych w analizatorach spektrofotometrycznych. Zajmował się także zagadnieniami dotyczącymi odtwarzania zmiennych w funkcji czasu wielkości pomiarowych, układów regulacji procesów technologicznych, projektowania mierników czasu i częstotliwości oraz technik interpretacji danych pomiarowych i dynamicznego wzorcowania torów pomiarowych. Pomiędzy 1988 a 1998 kilkakrotnie pracował na stanowisku profesora wizytującego na Université du Québec à Trois-Rivières, gdzie uczestniczył w pracach nad wspomaganymi procesorem cyfrowym scalonymi czujnikami spektrofotometrycznymi oraz systemami pomiarowymi wysokich ciśnień i stężeń roztworów. W 1998 podjął dziesięcioletnią współpracę z kanadyjską firmą Measurement Microsystems jako Chief Scientific Officer, w ramach której zajmował się projektowaniem scalonego mikrospektrofotometru oraz spektrofotometrycznych monitorów optycznych kanałów telekomunikacyjnych. Po 2013 prowadził badania systemów monitoringu osób niepełnosprawnych i starszych pod kątem przetwarzania danych pomiarowych.
Wspólnie z Fundacją Rektorów Polskich oraz Instytutem Spraw Publicznych badał efektywność funkcjonowania instytucji akademickich w Europie Zachodniej, jak również zajmował się projektami z dziedziny finansowania szkolnictwa wyższego w Polsce.
Morawski opublikował pozycje książkowe m.in. Etyczne aspekty działalności badawczej w naukach empirycznych (2011) oraz Technoscintific Research: Methodological and Ethical Aspects (2019), współtworzył również podręczniki akademickie pt. Wprowadzenie do metrologii i techniki eksperymentu (1992) oraz Wstęp do metod numerycznych dla studentów elektroniki i technik informacyjnych (2009). Jest autorem i współautorem ponad 300 publikacji naukowych. Publikował prace w czasopismach, takich jak „IEEE Transactions on Instrumentation and Measurement", „Measurement, Biomedical Signal Processing and Control”, „Journal of Chemometrics” czy „Measurement Science and Technology”.

## Nagrody i odznaczenia
- Medal Komisji Edukacji Narodowej (1998)
- Krzyż Kawalerski Orderu Odrodzenia Polski (2002)
- Ludwik Finkelstein Medal (2013)
- Medal im. prof. Pawła Jana Nowackiego (2014)

Ponadto wielokrotne wyróżnienia od rektora Politechniki Warszawskiej i ministerstwa.

## Życie prywatne
Jest żonaty, ma troje dzieci.